# Beate Minsel
Beate Minsel (geb. Führ, * 19. März 1946) ist eine deutsche Psychologin.

## Leben
Sie hat an der Universität Hamburg Psychologie studiert und dort den ersten Abschluss als Diplompsychologin erworben, 1976 hat sie hier mit der Arbeit Veränderung der Erziehungseinstellungen von Eltern durch Trainingskurse promoviert. Danach wurde sie Wissenschaftliche Assistentin für Psychologie an der Universität Trier. Später wechselte sie an das Staatsinstitut für Frühpädagogik in München.

## Werk
Ihre Arbeiten konzentrieren sich auf die Familie und die Möglichkeiten der Elternbildung. Hierbei unterscheidet sie drei Formen der Elternbildung, nämlich die institutionelle, die informelle und die funktionelle Elternbildung. Institutionelle Elternbildung ist Elterninformation bzw. -training durch einen Dozenten innerhalb einer Institution (z. B. Wohlfahrtsverband, konfessionelle Einrichtung).  Informelle Elternbildung wird durch Druckmedien und Massenmedien verbreitet. Funktionelle Elternbildung hat eine politische Zielsetzung: die Eltern werden zur Mitarbeit und Mitbestimmung in der Betreuungseinrichtung ihrer Kinder herangezogen und gestalten so die Veränderungen im innerfamiliären und außerfamiliären Bereich selbst. Während ihrer Tätigkeit am Staatsinstitut für Frühpädagogik hat sie mit Wassilios E. Fthenakis eine längsschnittlich angelegte Studie über Rolle der Väter, deren Partnerinnen und deren Kinder durchgeführt, wobei die Autoren herausarbeiten, dass eine aktiv gelebte Vaterschaft erheblichen Einfluss auf die Kinder hat.
Sie war von 1991 bis 1995 in der Sprechergruppe der Fachgruppe Pädagogische Psychologie der Deutschen Gesellschaft für Psychologie.

## Privates
Beate Minsel ist in zweiter Ehe mit Andreas Krapp verheiratet.

## Publikationen (Auswahl)
Monografien
- Mit Wassilios E. Fthenakis: Die Rolle des Vaters in der Familie. Kohlhammer, Stuttgart 2002, ISBN 978-3170174702.
- Mit Meinrad Perrez und Heinz Wimmer: Was Eltern wissen sollten. Eine psychologische Schule für Eltern, Lehrer und Erzieher.  Verlag Pawlak, Herrsching am Ammersee 1992, ISBN 978-3-88199-908-3.
  - Mit Meinrad Perrez und Heinz Wimmer: Ce que les parents devraient savoir: une école psychologique pour les parents, enseignants et éducateurs.  Éd. Labor, Bruxelles 1990, ISBN 2-8040-0519-4.
  - Mit Meinrad Perrez und Heinz Wimmer: Ka̜ turėtu̜ žinoti tėvai. Šviesa (Mokslo populiarinimo leidinys), Kaunas 1990, ISBN 5-430-00561-4.
- Mit Wolf-Rüdiger Minsel; Stefan Kaatz: Training von Unterrichts- und Erziehungsverhalten: Evaluation eines Curriculums. Urban und Schwarzenberg, München 1976, ISBN 978-3-541-40231-1.
- Mit Peter Becker: Psychologie der seelischen Gesundheit. Band 2: Persönlichkeitspsychologische Grundlagen, Bedingungsanalysen und Förderungsmöglichkeiten. Hogrefe, Göttingen 1986, ISBN 978-3801701864.
- Veränderung der Erziehungseinstellungen von Eltern durch Trainingskurse.  Diss. Univ. Hamburg, 1976.
- Mit Wolfgang-P. Teschner; Elke Lüders: Untersuchung der Differenzierungsmodelle an den Gesamtschulversuchen Schleswig-Holsteins: Untersuchungsplan.  Kultusministerium des Landes Schleswig-Holstein, Kiel 1975.
- Mit Wolf-Rüdiger Minsel: Seelische Gesundheit: die Fähigkeit, mit sich und anderen auszukommen. Bundeszentrale für Gesundheitliche Aufklärung Köln 1972.

Zeitschriftenartikel/Buchbeiträge
- Mit Wilfried Griebel: Transitionen, Resilienz und Basiskompetenzen in der frühkindlichen Bildung. In: Kindesmisshandlung und -vernachlässigung, 2007, 10 (1), S. 52–69.
- Stichwort: Familie und Bildung. In: Zeitschrift für Erziehungswissenschaft, 2007, 10 (3), S. 299–316.
- Eltern als Erzieher. In: A. Krapp; B. Weidenmann (Hrsg.): Pädagogische Psychologie (5. Aufl.). Beltz, Weinheim 2006, S. 275–295. ISBN 978-3621275644.
- Mit Peter Becker;  Sheldon J. Korchin: A Cross-Cultural View of Positive Mental Health: Two Orthogonal Main Factors Replicable in Four Countries. In: International Journal of Forensic Mental Health, 1991, 22 (2), S. 157–181.